# Port lotniczy Jingdezhen-Luojia
Port lotniczy Jingdezhen-Luojia (IATA: JDZ, ICAO: ZSJD) – port lotniczy położony w Jingdezhen, w prowincji Jiangxi, w Chińskiej Republice Ludowej.

## Linie lotnicze i połączenia
| Linia Lotnicza    | Kierunek                                          |
| ----------------- | ------------------------------------------------- |
| Chang’an Airlines | 1. Ningbo 2. Xi’an                                |
| Air China         | 1. Pekin 2. Pekin-Daxing                          |
| Shandong Airlines | 1. Chengdu-Tianfu 2. Kunming 3. Qingdao 4. Xiamen |
| Shenzhen Airlines | 1. Guangzhou 2. Szanghaj-Hongqiao 3. Shenzhen     |
| Tianjin Airlines  | 1. Haikou 2. Tiencin                              |